# Čuvaškino
Čuvaškino (in russo Чувашкино?) è una casa di distribuzione e di produzione cinematografica russa indipendente.
Fondata nel 1926 a Čeboksary da Ioakim Stepanovič Maksimov-Koškinskij.
Nel 1926 ha esordito con la pellicola I ribelli del Volga (pellicola ora andata perduta)
La maggior parte delle opere distribuite e prodotte da Čuvaškino hanno la qualifica di film d'essai.

## Film distribuiti
- 1926 I ribelli del Volga, regia di Ioakim Maksimov-Koškinskij e Pavel Petrov-Bytov